# 17 декабря
17 декабря — 351-й день года (352-й в високосные годы) по григорианскому календарю.
До конца года остаётся 14 дней.
До 15 октября 1582 года — 17 декабря по юлианскому календарю, с 15 октября 1582 года — 17 декабря по григорианскому календарю.
В XX и XXI веках соответствует 4 декабря по юлианскому календарю.

## Праздники и памятные дни
См. также: Категория:Праздники 17 декабря

### Международные
- Международный день защиты секс-работников от насилия и жестокости.

### Национальные
- Беларусь — День белорусского кино[источник не указан 935 дней].
- Бутан — Национальный день Бутана[2].
- Куба — День Святого Лазаря.
- Россия — День Ракетных войск стратегического назначения.
- Украина — День работника государственной исполнительной службы Украины.

### Религиозные
Католицизм
- Память Лазаря из Вифании.

 Православие
- Память великомученицы Варвары и мученицы Иулиании (ок. 306);
- память преподобного Иоанна Дамаскина (776);
- память священномучеников Алексия Сабурова, Иоанна Пьянкова, Александра Посохина и Николая Яхонтова, пресвитеров, Василия Кашина, диакона и с ним 10 мучеников (1918);
- память священномученика Димитрия Неведомского, пресвитера, преподобномученицы Анастасии Титовой, мучениц Екатерины Арской и Киры Оболенской;
- память преподобного Иоанна, епископа Поливотского (VIII в.)[5];
- память святителя Геннадия, архиепископа Новгородского (1504).

### Именины
- Католические: Лазарь.
- Православные: Александр, Алексей, Анастасия, Варвара, Василий, Геннадий, Дмитрий, Екатерина, Иван, Кира, Николай, Серафим, Христодул, Христодула, Юлиания.

## События
См. также: Категория:События 17 декабря

### До XIX века
- 546 — король остготов Тотила вошёл в Рим.
- 920 — коронация византийского императора Романа I Лакапина.
- 942 — убийство герцога Нормандии Вильгельма I.
- 1583 — Кёльнская война: завершилась осада Годесберга.
- 1586 — императором Японии стал Го-Ёдзэй.
- 1637 — началось Симабарское восстание в Японии.
- 1718 — Война четверного альянса: Великобритания объявила войну Испании.
- 1790 — в Мехико найден Камень Солнца.

### XIX век
- 1812 — Англо-американская война: началась битва при Миссиссиневе.
- 1819 — Симон Боливар провозгласил независимость Великой Колумбии.
- 1837 — пожар в Зимнем Дворце в Санкт-Петербурге. Здание главной императорской резиденции полностью уничтожено.
- 1864 — близ города Мариона началось одно из сражений[англ.] Гражданской войны в США[6][7].
- 1865 — первое исполнение 8-й «Неоконченной» симфонии Франца Шуберта, написанной в 1822 году.
- 1892 — в Нью-Йорке вышел первый номер журнала Vogue

### XX век
- 1903 — первый полёт самолёта Wright Flyer братьев Райт.
- 1907 — Угьен Вангчук стал первым королём Бутана.
- 1918 — в Риге провозглашена Латвийская социалистическая советская республика (просуществовала до января 1920 года).
- 1926
  - Военный переворот в Литве, к власти пришёл Антанас Сметона.
  - Проведена первая всесоюзная перепись населения.
- 1933
  - В СССР введена статья за мужеложство. ЦИК СССР постановил «распространить уголовную ответственность за мужеложство, то есть половое сношение мужчины с мужчиной, на случай добровольных сношений, независимо от недостижения одним из участников половой зрелости».
  - Прошла первая Чемпионская игра НФЛ.
- 1934 — присвоение имени Кирова заводу «Красный путиловец»[8].
- 1935 — первый полёт самолёта Douglas DC-3.
- 1941 — Вторая мировая война: Первый бой в заливе Сирт.
- 1942 — Вторая мировая война: уничтожение нацистами Барановичского гетто.
- 1947 — первый полёт самолёта Boeing B-47 Stratojet.
- 1959 — созданы Ракетные войска стратегического назначения СССР.
- 1962 — введена в действие конституция Монако.
- 1969 — проект «Синяя книга»: ВВС США прекратили исследования НЛО.
- 1973 — серия терактов в Римском аэропорту: палестинские боевики устроили стрельбу в здании аэровокзала, после чего уничтожили американский авиалайнер Boeing 707, а затем захватили немецкий Boeing 737.
- 1974 — открылся Молодёжный театр. Премьера пьесы «Старший сын» (Вампилов)
- 1976 — открыт первый участок Куренёвско-Красноармейской линии Киевского метрополитена с тремя станциями: «Площадь Калинина» (ныне «Майдан Незалежности»), «Почтовая площадь», «Красная площадь» (ныне «Контрактовая площадь»).
- 1981 — американский генерал Джеймс Дозиер похищен «Красными бригадами» в Вероне.
- 1989
  - Фернанду Колор ди Мелу избран президентом Бразилии во втором туре выборов.
  - На телеканале FOX (США) показана первая серия мультсериала «Симпсоны».
- 1992 — США, Канада и Мексика подписали соглашение НАФТА о создании Североамериканской зоны свободной торговли.
- 1993 — в Северной Америке образована Major League Soccer.
- 1995 — состоялись выборы в Государственную думу Российской Федерации второго созыва.
- 1996 — принята рекомендация W3C, появление CSS1.
- 1996 — захват японского посольства в Лиме (продолжался до 22 апреля 1997 года).
- 1997 — катастрофа Як-42 под Салониками, 70 погибших.
- 1998 — США и Великобритания начали военную операцию против Ирака «Лиса пустыни».

### XXI век
- 2009 — у берегов Ливана затонуло грузовое судно MV Danny F II, что привело к гибели 44 людей и более чем 28 000 животных.
- 2010 — тунисец Мохаммед Буазизи совершил самосожжение, что стало катализатором революции в Тунисе и всей «Арабской весны» в целом.
- 2014 — США и Куба заявили о восстановлении дипломатических отношений, которые были разорваны в 1961 году (официально были восстановлены 20 июля 2015 года).
- 2024 — вторжение России на Украину: Служба безопасности Украины взорвала в Москве начальника войск радиационной, химической и биологической защиты РФ генерал-лейтенанта Игоря Кириллова.

## Родились
См. также: Категория:Родившиеся 17 декабря

### До XIX века
- 1525 — Джованни Пьерлуиджи Палестрина (ум. 1594), итальянский композитор.
- 1706 — Эмили дю Шатле (ум. 1749), французская женщина-математик и физик, муза и вдохновительница Вольтера.
- 1749 — Доменико Чимароза (ум. 1801), итальянский композитор.
- 1757 — Натаниель Мэйкон (ум. 1837), американский политик, сенатор от Северной Каролины.
- 1787 — Ян Эвангелиста Пуркине (ум. 1869), чешский физиолог, анатом и педагог, политический деятель.
- 1797 — Джозеф Генри (ум. 1878), американский физик, открывший явление самоиндукции.

### XIX век
- 1830 — Жюль де Гонкур (ум. 1870), французский писатель.
- 1842 — Эрнест Лависс (ум. 1922), французский историк, академик.
- 1883 — Юлиан Шиманский (ум. 1962), советский учёный-кораблестроитель, академик АН СССР.
- 1887 — Йозеф Лада (ум. 1957), чешский художник и писатель-прозаик.
- 1889 — Николай Светловидов (ум. 1970), советский актёр театра и кино, театральный режиссёр, народный артист СССР.
- 1893 — Эрвин Пискатор (ум. 1966), немецкий театральный режиссёр, теоретик театра.
- 1896 — Анастасия Зуева (ум. 1986), советская актриса театра и кино, народная артистка СССР.

### XX век
- 1903 — Эрскин Колдуэлл (ум. 1987), американский писатель-прозаик.
- 1905
  - Иосиф Хейфиц (ум. 1995), кинорежиссёр, сценарист, педагог, народный артист СССР.
  - Симо Хяюхя (ум. 2002), финский снайпер, один из самых результативных в истории.
- 1907 — Пётр Мальцев (ум. 1993), русский живописец, народный художник СССР.
- 1908 — Уиллард Франк Либби (ум. 1980), американский физикохимик, разработчик метода радиоуглеродного анализа, лауреат Нобелевской премии по химии (1960).
- 1917 — Юрий Гарнаев (погиб в 1967), лётчик-испытатель, Герой Советского Союза.
- 1921
  - Анн Голон (наст. имя Симона Шанжё; ум. 2017), французская писательница, журналистка, киносценаристка, совместно с мужем С. Голоном соавтор серии исторических романов об Анжелике.
  - Вячеслав Шумский (ум. 2011), кинооператор, народный артист РСФСР.
- 1923 — Ярослав Пеликан (ум. 2006), американский патролог.
- 1924 — Отар Коберидзе (ум. 2015), грузинский советский актёр театра и кино, кинорежиссёр, сценарист.
- 1928
  - Нонна Бодрова (ум. 2009), советская телеведущая, диктор, заслуженная артистка РСФСР.
  - Леонид Броневой (ум. 2017), актёр театра и кино, народный артист СССР.
- 1936
  - Вадим Знаменов (ум. 2020), советский и российский историк, в 1974—2008 гг. гендиректор музея-заповедника «Петергоф».
  - Франциск (в миру Хорхе Марио Бергольо), 266-й Папа Римский (с 2013).
- 1937 — Стахан Рахимов (ум. 2021), советский и российский эстрадный певец (тенор), народный артист РФ.
- 1938 — Питер Снелл (ум. 2019), новозеландский бегун на средние дистанции, трёхкратный олимпийский чемпион.
- 1940 — Светлана Харлап (ум. 2025), советская и российская актриса театра и кино, мастер озвучивания и дублирования.
- 1942 — Мохаммаду Бухари (ум. 2025), нигерийский государственный и военный деятель, глава государства в (1983—1985 и 2015—2023).
- 1944
  - Вячеслав Ганелин, советский и израильский джазовый пианист и композитор.
  - Бернард Хилл (ум. 2024), британский актёр кино и телевидения.
- 1945
  - Жаклин Уилсон, английская писательница.
  - Эрни Хадсон, американский актёр («Охотники за привидениями», «Охотники за привидениями 2» и др.).
- 1947 — Гулрухсор Сафиева, советская и таджикская поэтесса, романист, переводчик, иранист.
- 1949 — Пол Роджерс, британский рок- и блюз-певец, музыкант, автор песен.
- 1951 — Татьяна Казанкина, советская легкоатлетка, трёхкратная олимпийская чемпионка (1976, 1980).
- 1954 — Сергей Йовайша, советский и литовский баскетболист, чемпион мира и Европы.
- 1965 — Крейг Беруби, канадский хоккеист и тренер.
- 1966 — Валерий Люкин, советский гимнаст, двукратный чемпион Олимпийских игр и мира, 5-кратный чемпион Европы.
- 1967
  - Джиджи Д’Агостино, итальянский диджей.
  - Венсан Дамфусс, канадский хоккеист, обладатель Кубка Стэнли (1993).
- 1968
  - Светлана Бондарчук, российская модель, телеведущая, главный редактор журналов «HELLO!».
  - Клаудио Суарес, мексиканский футболист.
- 1969 — Лори Холден, американо-канадская актриса, продюсер и борец за права человека.
- 1971 — Антуан Ригодо, французский баскетболист, серебряный призёр Олимпийских игр (2000).
- 1972
  - Елена Ксенофонтова, российская актриса театра и кино, заслуженная артистка РФ.
  - Иван Педросо, кубинский прыгун в длину, олимпийский чемпион (2000), многократный чемпион мира.
- 1974
  - Сара Полсон, американская актриса, обладательница премий «Эмми», «Золотой глобус» и др.
  - Джованни Рибизи, американский актёр итальянского происхождения, продюсер.
  - Ника Турбина (погибла в 2002), русская поэтесса, известная своими стихотворениями, написанными в детском возрасте.
- 1975 — Милла Йовович, американская актриса (фильмы «Пятый элемент», «Обитель зла» и др.), певица, фотомодель.
- 1976
  - Эрик Бедар, канадский шорт-трекист, двукратный олимпийский чемпион (1998, 2002), многократный чемпион мира.
  - Эндрю Симпсон (погиб в 2013), британский яхтсмен, олимпийский чемпион (2008).
- 1977
  - Кэтрин Винник, канадская актриса украинского происхождения.
  - Арно Клеман, французский теннисист, бывшая десятая ракетка мира, обладатель Кубка Дэвиса.
  - Оксана Фёдорова, российская фотомодель, певица и телеведущая.
- 1978 — Мэнни Пакьяо, филиппинский боксёр и политик.
- 1979 — Коллин Состорикс, канадская хоккеистка, трёхкратная олимпийская чемпионка (2002, 2006, 2010).
- 1982 — Мартин Зауэр, немецкий спортсмен, олимпийский чемпион в академической гребле.
- 1983 — Себастьен Ожье, французский автогонщик, 8-кратный чемпион мира по ралли.
- 1984 — Кристоф Иннерхофер, итальянский горнолыжник, чемпион мира (2011).
- 1988
  - Янн Зоммер, швейцарский футболист, вратарь.
  - Дэвид Рудиша, кенийский легкоатлет, двукратный олимпийский чемпион на дистанции 800 м (2012, 2016).
- 1992 — Алекс Дуйшебаев, испанский гандболист, двукратный чемпион Европы (2018, 2020).
- 1996 — Елизавета Туктамышева, российская фигуристка-одиночница, чемпионка мира (2015) и Европы (2015).
- 1997 — Сёма Уно, японский фигурист-одиночник, двукратный чемпион мира (2022, 2023), трижды призёр Олимпийских игр, чемпион четырёх континентов (2019).
- 1998 — Мартин Эдегор, норвежский футболист.

### XXI век
- 2001
  - Рику Миура, японская фигуристка-парница, двукратная чемпионка мира (2023 и 2025) и четырёх континентов (2023 и 2025).
  - Абде Эззалзули, марокканский футболист.

## Скончались
См. также: Категория:Умершие 17 декабря

### До XIX века
- 1187 — Григорий VIII (в миру Альберто Сартори ди Морра; р. 1105/10), 173-й папа римский (в 1187).
- 1273 — Джалаладдин Руми́ (р. 1207), персоязычный поэт-суфий.
- 1638 — отец Жозеф (наст. имя Франсуа Леклер дю Трамбле; р. 1577), французский дипломат, капуцин, ближайший помощник кардинала Ришельё.
- 1663 — Зинга Мбанди Нгола (р. 1582), королева Матамбы (Ангола).
- 1763 — Фридрих Кристиан (р. 1722), курфюрст Саксонии из династии Веттинов (в 1763).
- 1765 — Конрад Фридрих Хюрлебуш (р. 1691), немецкий композитор и органист.
- 1793 — Аппиан Буонафеде (р. 1716), итальянский философ.

### XIX век
- 1830 — Симон Боливар (род. 1783), руководитель борьбы за независимость испанских колоний в Южной Америке.
- 1847 — Мария-Луиза Австрийская (р. 1791), вторая супруга императора Франции Наполеона I.
- 1857 — Фрэнсис Бофорт (р. 1774), английский моряк, разработавший 12-балльную шкалу силы ветра.
- 1864 — Николай Пименов (р. 1812), русский скульптор.
- 1868 — Николай Шустов (р. 1835), русский художник, академик живописи, участник «бунта четырнадцати».
- 1881 — Льюис Морган (р. 1818), американский этнолог, социолог, один из основоположников эволюционизма в социальных науках.

### XX век
- 1907 — Уильям Кельвин (р. 1824), британский физик, механик и инженер.
- 1909 — Леопольд II (р. 1835), король Бельгии (1865—1909).
- 1917 — Эрнст Леман (р. 1894), российский военный лётчик, ас-истребитель Первой мировой войны.
- 1918 — Сергей Шереметев (р. 1844), русский общественный деятель, историк и коллекционер, крупнейший землевладелец.
- 1926 — Александр Кастальский (р. 1856), русский советский композитор, хоровой дирижёр, фольклорист, музыкально-общественный деятель.
- 1928 — погиб Юлий Айхенвальд (р. 1872), российский литературный критик.
- 1929 — Владимир Диксон (р. 1900), русский и английский поэт, прозаик, переводчик.
- 1930 — Николай Касаткин (р. 1859), русский советский живописец, член Товарищества передвижников.
- 1933 — Далай-лама XIII (наст. имя Тхуптен Гьяцо; р. 1876), духовный лидер буддистов, глава Тибета (1895—1933).
- 1938 — Густав Тамман (р. 1861), немецкий физикохимик прибалтийского происхождения.
- 1947 — Йоханнес Брёнстед (р. 1879), датский физикохимик, автор протонной теории кислот и оснований.
- 1954 — Зофья Налковская (р. 1884), польская писательница, журналистка, драматург, публицист, сценарист.
- 1957 — Дороти Ли Сэйерс (р. 1893), английская писательница, филолог, драматург, переводчик.
- 1962 — Томас Митчелл (р. 1892), американский актёр, драматург, сценарист, лауреат премий «Оскар», «Эмми» и «Тони»
- 1964 — Виктор Франц Гесс (р. 1883), австро-американский физик, лауреат Нобелевской премии (1936).
- 1967 — погиб Гарольд Холт (р. 1908), 17-й премьер-министр Австралии (1966—1967).
- 1973 — Чарлз Грили Аббот (р. 1872), американский астрофизик.
- 1982
  - Леонид Коган (р. 1924), скрипач, педагог, народный артист СССР.
  - Ефрем Флакс (р. 1909), певец-бас, заслуженный артист РСФСР.
- 1983 — Хэл Перейра (р. 1905), американский художник-постановщик, лауреат «Оскара».
- 1987
  - Аркадий Райкин (р. 1911), артист эстрады, театра и кино, пародист, театральный режиссёр, конферансье, сценарист, писатель, народный артист СССР.
  - Маргерит Юрсенар (р. 1903), французская писательница, первая женщина — член Французской академии.
- 1992 — Гюнтер Андерс (р. 1902), австрийский писатель и философ, активный участник антивоенного движения.

### XXI век
- 2001
  - Александр Володин (наст. фамилия Лифшиц; р. 1919), советский и российский драматург, сценарист и поэт.
  - Марта Мёдль (р. 1912), немецкая оперная певица.
- 2006 — Кёко Кисида (р. 1930), японская актриса, сэйю и детская писательница.
- 2010 — Марк Лапицкий (р. 1940), советский и российский учёный, историк, американист, профессор.
- 2011 — Ким Чен Ир (р. 1941), глава Корейской Народно-Демократической Республики (1994—2011).
- 2017 — Георгий Натансон (р. 1921), советский, российский режиссёр театра и кино, сценарист, драматург, народный артист РФ.
- 2019 — Сергей Алимов (р. 1938), советский и российский художник-мультипликатор, график.
- 2020
  - Пьер Буйоя (р. 1949), бурундийский военный и государственный деятель, президент Бурунди (1986—1993, 1996—2003).
  - Геннадий Кернес (р. 1959), украинский политик, городской голова (мэр) Харькова (2010—2020).
- 2023
  - Отар Иоселиани (р. 1934), советский, грузинский и французский кинорежиссёр, сценарист, актёр и педагог. Народный артист Грузинской ССР (1984).
  - Джеймс Маккэффри (р. 1958), американский актёр.
- 2024 — Рик Ван Лой (р. 1933), бельгийский шоссейный и трековый велогонщик, дважды чемпион мира (1960, 1961), олимпийский чемпион (1952) в командной гонке.

## Приметы
Варвара — ночи урвала. Варварин день. День Варвары. Бабий праздник. Песенность о Мамах и Детях. Варваринские морозы.
- Кличет Варвару Спиридон (25 декабря): «Ты бы, Варвара, день притачала!»
- Варвара не заставит долго ждать, с ледяной мглой, с солнечной нитью к Спиридону на порог, а с порога — да в красный угол[9].
- Звёздное небо — к холодам, к теплу — тусклое, слепое.
- На Варвару закат красный — день будет ясный, закат в облаках — жди снега.[10]